# India.Arie
India Arie Simpson, mer känd under artistnamnet India.Arie, född 3 oktober 1975 i Denver i Colorado, är en platina-säljande, grammybelönad amerikansk sångerska, låtskrivare, flöjtist och gitarrist.
India.Arie började tidigt att intressera sig för musik och skriva egna låtar. Hon har bland annat gett ut albumen Acoustic Soul (2001), Voyage to India (2002), Testimony: Vol. 1, Life & Relationship (2006) och Testimony: Vol. 2, Love & Politics (2009). 

## Bakgrund
Simpson föddes i Denver, Colorado. Hennes sångintresse uppmuntrades av båda föräldrarna; hennes mamma Joyce Simpson en före detta sångerska och nu Indias stylist och pappan Ralph Simpson en NBA-basketspelare. När India var 13 år skilde hennes föräldrar sig och Joyce flyttade sina två barn till Atlanta, Georgia. Under sin skoltid i Denver deltog India på lektioner om olika instrument men hennes intresse i gitarr vid Savannah College of Art and Design i Savannah ledde till den personliga upptäckten att få skriva musik och framträda.    

## Diskografi (urval)
Studioalbum
- 2001 – Acoustic Soul
- 2002 – Voyage to India
- 2006 – Testimony: Vol. 1, Life & Relationship
- 2009 – Testimony: Vol. 2, Love & Politics
- 2013 – Songversation
- 2015 – Christmas with Friends (med Joe Sample)
- 2017 – Worthy

Singlar (på Billboard Hot 100)
- 2001 – "Video" (#47)
- 2002 – "Little Things" (#89)
- 2006 – "I Am Not My Hair" (#97)
- 2007 – "Beautiful Flower" (#56)